# Mumbai Pune Expressway

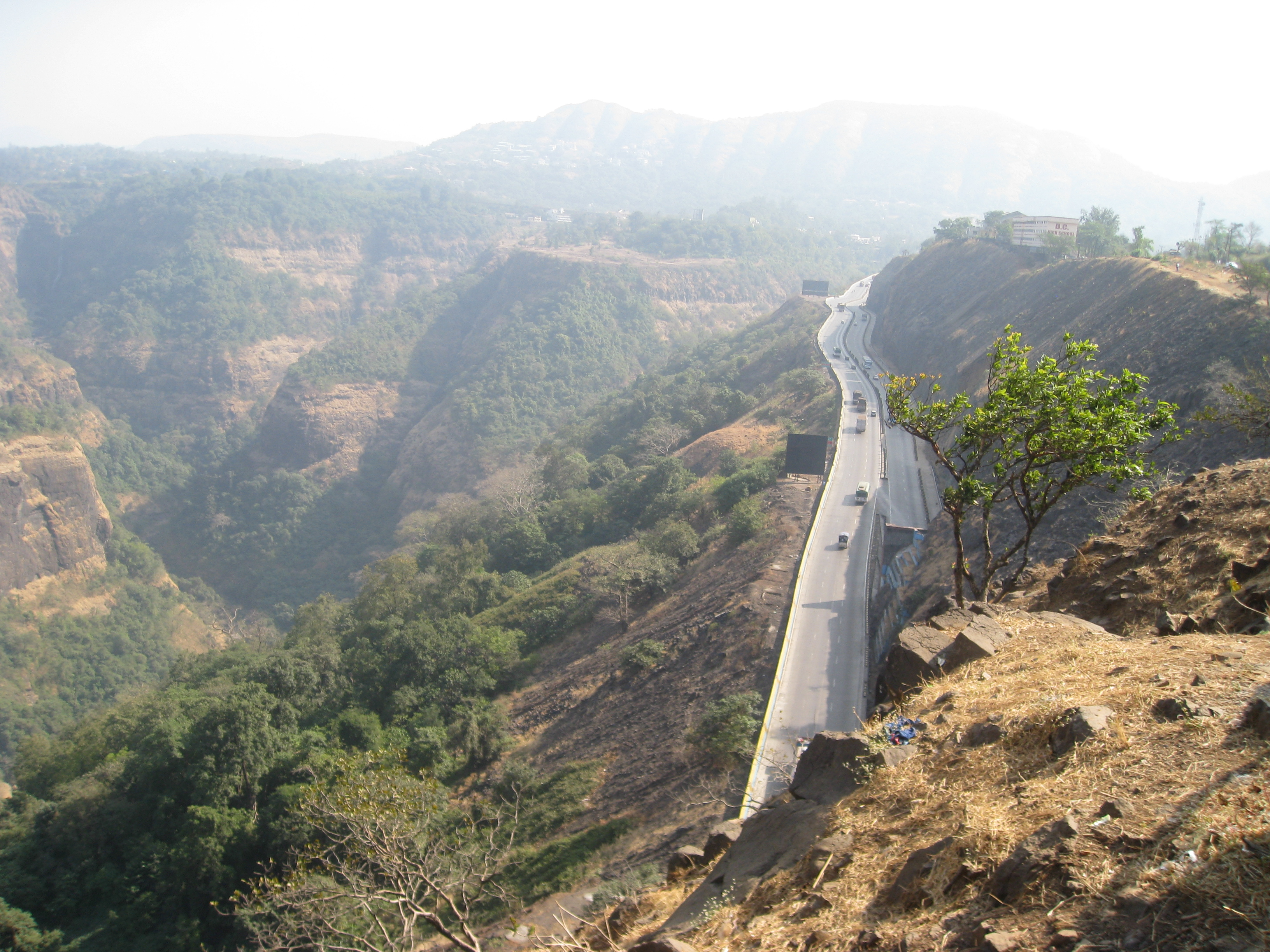
Mumbai Pune Expressway bei Khandala

Der Mumbai Pune Expressway (Hindi: मुंबई-पुणे द्रुतगती मार्ग; Englisch: Yashwantrao Chavan Expressway; Marathi: यशवंतराव चव्हाण द्रुतगती मार्ग) ist eine Schnellstraße in Indien im Bundesstaat Maharashtra. Die mautpflichtige Straße hat zumeist drei Fahrspuren je Richtung und ist Indiens erste sechsspurige Betonschnellstraße. Die 93,1 km lange Straße wurde 2002 eröffnet. Die Baukosten betrugen ca. 270 Mio. US-Dollar. Betreiber ist die Maharashtra State Road Development Corporation. Der Fahrzeugdurchsatz beträgt 43.000 PKW-Äquivalenten (Passenger car equivalent).

## Verlauf
Die Straße verläuft von Nordwest nach Südost. Im Nordwesten beginnt die Straße am Kalamboli in Panvel (Navi Mumbai) und führt im Südosten zur Dehu Road im Distrikt Pune. Des Weiteren werden die Städte Khandala und Lonavla angebunden. Die zwei Mautstellen befinden sich bei Khalapur und bei Talegaon. Die Straße führt durch sechs Tunnel: Bhatan, Madap, Adoshi, Khandala, Kamshet-1 und Kamshet-2.

## Geschichte
Die Schnellstraße folgt im Wesentlichen einem alten und viel genutzten Handelsweg, der das Dekkan-Hochland mit den Häfen an der Arabischen See verband. In den Felswänden oberhalb des zumeist auf der Talsohle verlaufenden Handelsweges befinden sich mehrere ehemalige buddhistische Klöster (Karla, Bedsa, Bhaja, Ghorawadi u. a.), die heute zu den bedeutendsten touristischen Stätten Indiens zählen.